# Palazzo del Tribunale (Parma)

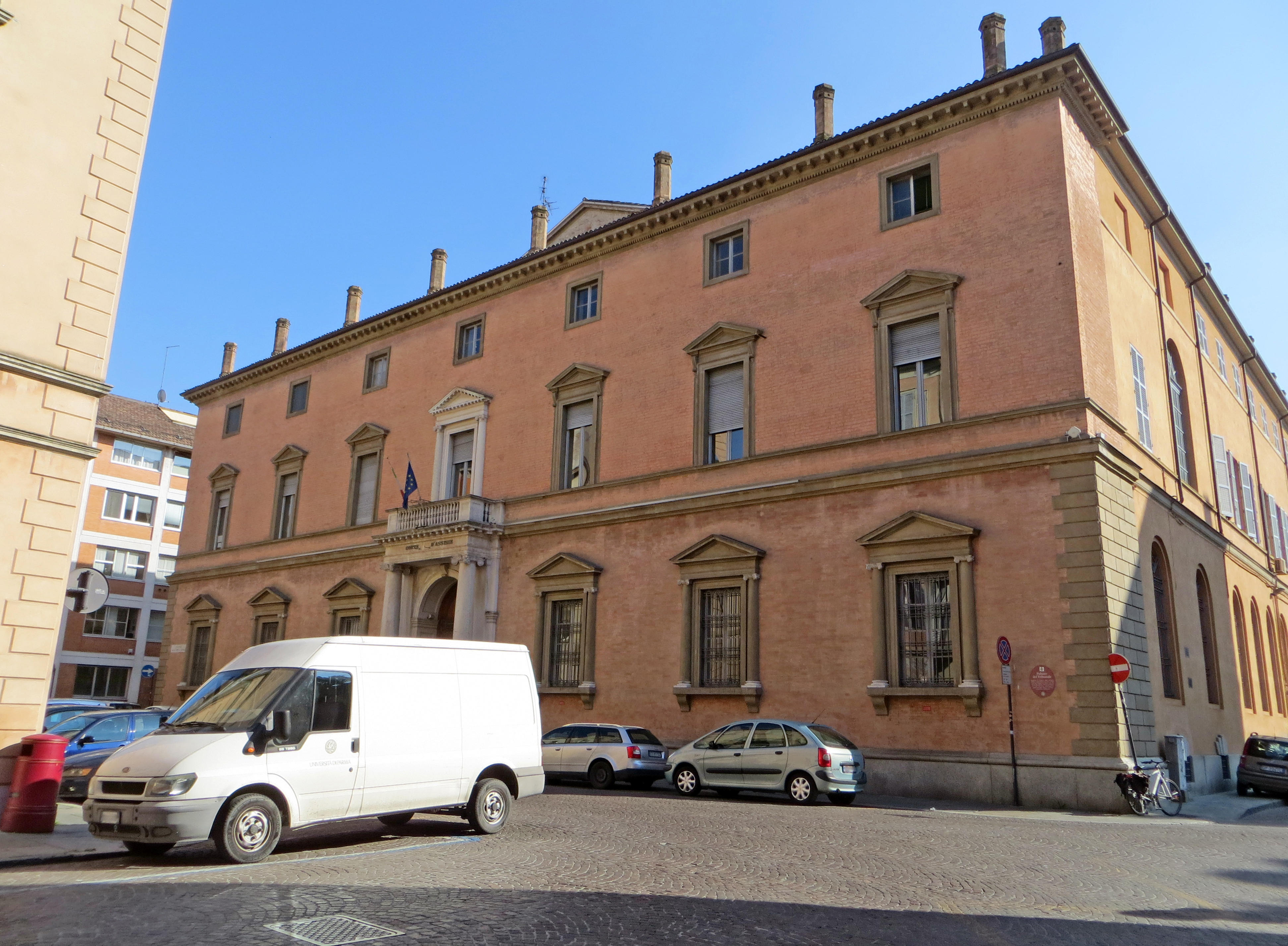
Hauptfassade des Palazzo del Tribunale in Parma

Der Palazzo del Tribunale ist ein Palast im Stile der Neurenaissance im historischen Zentrum von Parma in der italienischen Region Emilia-Romagna. Er liegt am Piazzale Corte d’Appello 1 und dort ist das Amtsgericht von Parma untergebracht.

## Geschichte
1601 gründete Herzog Ranuccio I. Farnese das Collegio dei Nobili, auch Collegio di Santa Caterina genannt, eine prestigeträchtige Bildungsinstitution für die Kinder von Adelsfamilien im Alter von 10 bis 20 Jahren. Das Institut, das den Jesuitenpatern anvertraut wurde, gedieh bis in die zweite Hälfte des 18. Jahrhunderts, aber verfiel dann und wurde unter der Regierung Napoleons ganz geschlossen. Mit der Restauration öffnete es erneut und wurde dann in Folge der Aufstände von 1831 von der Herzogin Marie-Louise endgültig geschlossen und mit dem Collegio Lalatta vereinigt, wodurch das Collegio ducale Maria Luigia (1896 umbenannt in Convitto nazionale Maria Luigia) entstand, das seinen Sitz im Palazzo Imperiale dell’Arena hatte.
Den enormen Komplex des Kollegiums, aus dem alle Möbel, Gemälde und Sammlungen entfernt worden waren, ließ die Herzogin 1844 abreißen und gleichzeitig begann man auf einem Teil des Geländes mit dem Bau des Palastes, in dem ursprünglich der neue Sitz der Universität Parma untergebracht werden sollte. Der Hofarchitekt Nicolò Bettoli, dem einige Jahre später sein Sohn ‚‚Luigi‘‘ nachfolgte, ließ sich durch die Renaissancefassade des Palazzo Farnese in Rom inspirieren.
Später wurde in dem Palast das Amtsgericht der Stadt untergebracht.

## Beschreibung
Der große Palast hat einen rechteckigen Grundriss und erstreckt sich um zwei schmale Innenhöfe, die symmetrisch auf beiden Seiten des Zentralgebäudes angeordnet sind, das in einer Achse mit dem Eingang errichtet wurde.
Die Hauptfassade, die ganz aus Ziegelmauerwerk besteht, ist horizontal durch zwei umlaufende, steinerne Gesimse geteilt. Im Erdgeschoss sind die hohen Fenster mit ionischen Säulen gerahmt, die dreieckige Tympana stützen, wogegen die Fenster im ersten Obergeschoss Rahmen ohne Säulen, aber ebenfalls Tympana besitzen. Im zweiten Obergeschoss haben die relativ kleinen Fenster einfache Rahmen. In der Mitte des Erdgeschosses ist das breite Portal von zwei ionischen Säulen aus Marmor flankiert, die einen Balkon mit Balustrade stützen.
Die Seitenfassaden zeigen, wenn auch symmetrisch, unterschiedliche Charakteristiken: Die zum Vicolo San Tiburzio hin besteht vollständig aus Ziegelmauerwerk und die Fenster sind mit einfachen Rahmen versehen, wogegen die gegenüberliegende verputzt ist und ihre Fensteröffnungen Verzierungen zeigen.
Auf der Rückseite erhebt sich ein modernes Gebäude, in das man von der Vicolo San Marcellino 1 aus gelangt. Dort sind die Sitze der Cancelleria GIP/GUP, des Dibattimento und der Esecuzioni Penali, sowie die Büros der N.E.P. untergebracht.
Im Inneren des historischen Palastes öffnet sich das mit einer Tonnengewölbedecke versehene Atrium zu zwei Treppen hin, die in die oberen Stockwerke führen. Verschiedene Räume sind mit Kolonnaden und Malereien an dem Gewölben geschmückt. Wertvoll ist der große Audienzsaal, der durch reiche Dekorationen in Tempera gekennzeichnet ist.